# AmiBroker
Amibroker – program komputerowy służący do przeprowadzania analizy technicznej autorstwa Amibroker.com. Amibroker ma możliwość odbioru notowań rzeczywistych i notowań typu end-of-day oraz przeprowadzania analizy technicznej, optymalizacji, symulacji i budowania wskaźników na uzyskanych danych.